# Кремена Кунева
Кремена Миленова Кунева е български политик от гражданската квота на Демократи за силна България. Народен представител от коалиция „Демократична България“ в XLVIII народно събрание. Тя е съосновател и председател на фондация „За доброто“ и създател на гражданското движение проект #задоброто.

## Биография
Кремена Кунева е родена на 5 юли 1984 г. в град Бургас, Народна република България. Известно време живее в Харманли. Завършва специалност „Счетоводство“ в УНСС. В продължение на 15 години работи като финансов шеф и шеф в големи задгранични корпорации.